# Nototherium
Genre
Nototherium (des grecs notos, sud (en référence à leur découverte dans l'hémisphère sud) et thērion, bête) est un genre éteint de marsupiaux. Il était proche des Vombatidae bien que sa taille fût comparable à celle d'un rhinocéros. Ce mammifère était herbivore avec des molaires hypsodontes. On a découvert des restes de Nototherium en Australie qui datent du Pliocène.

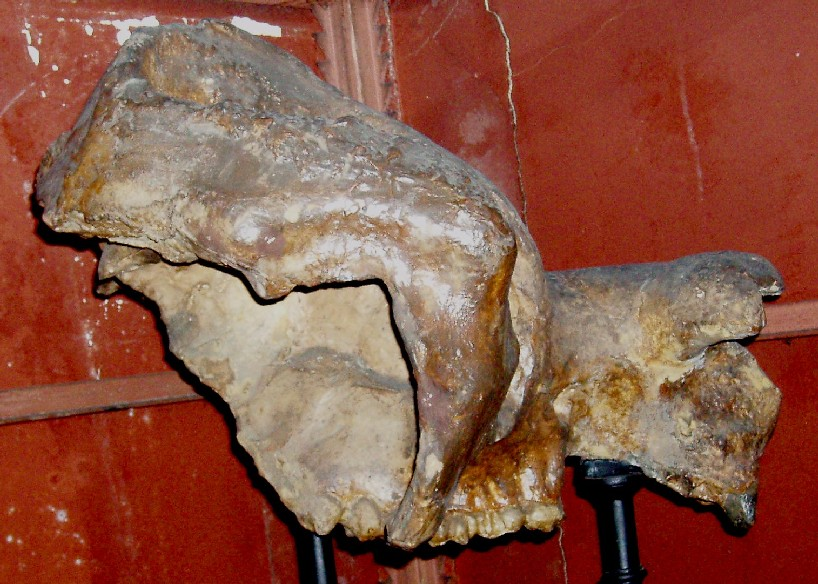
Crâne de Nototherium mitcheli.

## Sources
- (en) Wildlife of Gondwana: Dinosaurs and Other Vertebrates from the Ancient Supercontinent (Life of the Past) par Pat Vickers Rich, Thomas Hewitt Rich, Francesco Coffa, et Steven Morton
- (en) Prehistoric Mammals of Australia and New Guinea: One Hundred Million Years of Evolution par John A. Long, Michael Archer, Timothy Flannery, et Suzanne Hand